# دث‌استروک
دث‌استروک (به انگلیسی: Deathstroke) با نام اصلی اِسلِید ژوزف ویلسون، یک شخصیت خیالی ابرشرور و در برخی مواقع ضد قهرمان در کتاب‌های کامیک آمریکایی منتشر شده توسط دی‌سی کامیکس است. او یک مزدور و آدم‌کشی حرفه‌ای به‌شمار می‌رود که به عنوان دشمن دیرینهٔ تیم ابرقهرمانی تایتان‌های نوجوان، به ویژه دیک گریسون محسوب می‌شود. در طی سال‌ها، نویسندگان او را تبدیل به دشمن شخصیت‌های ابرقهرمان دیگری در دنیای دی‌سی، همانند بتمن و گرین ارو نمودند. شخصیت دث‌استروک توسط مارو وولفمن و جرج پرز خلق شده‌است که برای اولین بار، در شمارهٔ ۲ از مجلهٔ تایتان‌های نوجوان جدید در دسامبر ۱۹۸۰ معرفی شد. اسلید دارای دختری به نام رز ویلسون است.

## زندگی شخصی
اسلید ویلسون، درحالی که فقط ۱۶ سال داشت و دربارهٔ سن خود دروغ گفته بود، وارد ارتش ایالات متحده آمریکا شد. بعد از شرکت در جنگ کره، او به کمپ واشینگتن اعزام شد درحالی که از مقام خود یک مقام بالاتر رفته بود. در اوایل دهه ۶۰، او با ادلاید کین دیدار کرد، که برای تمرین سربازهای جوان برای یادگیری تکنیک‌های نبرد جدید برای جنگ روبرو در ویتنام. کین از پر استعداد بودن اسلید شگفت زده شده بود و اینکه چگونه او خیلی سریع هنرهای جنگی مدرن را یادگرفت. او به سرعت عاشق اسلید شد و فهمید که او قطعاً قوی‌ترین کسی بود که او تا به حال دیده بود. او به اسلید پیشنهاد داد که او را به صورت شخصی در جنگ چریکی آموزش دهد. در کمتر از یک سال، اسلید به تمام مهارت‌های رزم که می‌توانست مسلط شد و بعد از آن، ارتقای مقام گرفت و تبدیل به سرهنگ دوم شد. شش ماه بعد، ادلاید و او ازدواج کردند و ادلاید با اولین کودک آنها حامله شد. مدتی بعد، جنگ ویتنام شروع شد و اسلید هم به جنگ اعزام شد. در جنگ، نیروهای همراه او، یک روستا را قتل‌عام کردند و اسلید به همین خاطر مریض شد. بعد از آن، او توسط عضو سرویس هوایی ویژه به نام وینترگرین نجات داده شد، که اسلید بعداً حساب او را پس داد.
مدتی بعد، اسلید که برای آزمایش سری انتخاب شده بود، ارتش او را مجبور به خوردن دارویی کردند که او را ارتقا داد و کاری کرد که او توانست از ۹۰ درصد از قدرت مغزش استفاده کند. این دارو همچنین به او قدرت فیزیکی اضافه داد و او تقریباً به تمام بدنش توانست کنترل پیدا کند (این شامل سریع درمان شدن و بالا بودن حس‌های او شد). دلیل این آزمایش، ساخت سربازهای فرا انسان بود که برای ارتش آمریکا کار کنند. دث‌استروک بعد از این اتفاق، تبدیل به آدم پول دوست و روانی شد و از کارهایی که به او داده شده بود سرپیچی کرد و دوست خود وینترگرین را که در مأموریت انتحاری بود، نجات داد. البته، اسلید این اتفاقات را از خانواده خود مخفی نگه داشت، درحالی که همسر او مشاور حرفه ای امور مبارزات ارتش بود.
بعد از این، یک جنایتکار به نام جکال، پسر او یعنی جوزف ویلسون را دزدید و او را گروگان گرفت تا اسم کسی که او را به عنوان آدمکش استخدام کرد را لو دهد. اسلید لو نداد، و گفت که این کار خلاف شرافت او است. او به خلافکارهای جکال که جوزف را گروگان گرفته بودند حمله کرد و طی یک سانحه، گلوی جوزف قبل از اینکه اسلید نجاتش دهد بریده شد، و توانایی شنوایی جوزف را قطع کرد و همچنین او را لال کرد.
بعد از اینکه او جوزف را به بیمارستان برد، ادلاید از شنیدن خبر کر شدن پسرش بسیار عصبانی شده بود و سعی کرد به اسلید شلیک کند، ولی فقط توانست چشم راست او را نابود کند. بعد از آن، تنها اعتماد به نفس در قدرت فیزیکی او این چشم کور بود، که توسط ماسک سیاه، بدون ویژگی او که چشم راستش را پوشش می‌دهد پنهان شده بود. بدون این ماسک، اسلید فقط یک چشم‌بند می‌بندد. قد اسلید ۱٫۹۳ متر است.

### تایتان‌های نوجوان
اسلید سرگشت بسیار طولانی به عنوان دشمن تایتان‌های نوجوان دارد، و از جایی شروع می‌شد که پسر او گرانت، قدرت ابرانسانی از هایو به دست آورد، و بعد از آن اسم خود را رَوِجِر گذاشت و قراردادی را امضا کرد که گروه تایتان‌های نوجوان را بکشد، ولی قدرت او آن قدر زیاد نبود و اسلید قبول کرد که این قرارداد را کامل کند. اولین مأموریت او شامل دزدیدن پروموتیوم از استار لبز و فروختن آن به عنوان سلاح ویژه بود. او بعد از آن گروه تیتان‌های نوجوان را دزدید و آن‌ها را وسط بمب‌های پروموتیوم قرار داد تا دستگاهش را برای خریدارها تست کند. تایتان‌ها فرار، و اسلید را تعقیب کردند. ولی دث‌استروک درحال فرار، بیست بوی را به شدت زخمی کرد. این شروع یک نبرد ویژه بین این دو بود
دث‌استروک بعد از آن، در نیویورک حاضر شد، درحالی که گروگان نگه داشته بود تا بتواند تایتان‌ها را به سمت خود بکشاند. ترا، یار جدید تایتان‌ها، به همراه بیست بوی، تنها کسانی بودند که توانستند تلفن را جواب دهند. ترا بیست بوی را بیرون انداخت و با دث‌استروک به تنهایی مبارزه کرد تا ثابت کند که می‌تواند در تایتان‌ها باشد. دث‌استروک وقتی بقیه تایتان‌ها رسیدند فرار کرد، ولی ترا توانست خود را ثابت کند و تایتان‌ها ترا را به عنوان تایتان قبول کرد. کمی بعد در آن شب، لو رفت که ترا و دث‌استروک این نبرد را از قبل چیده بودند که بتوانند تیم را گمراه کنند.

## در رسانه‌ها

### مجموعه تلویزیونی کماندار
در مجموعه تلویزیونی کماندار او دوست الیور کویین در جزیره‌ای دور افتاده بود که در آن گیر افتاده بود. دشمنان او در نزدیکی ویلسون موشک کوچکی را منفجر کردند که در این حین سمت چپ بدنش دچار سوختگی شد. الیور که زمانی زندانی دشمنانش بود از این موضوع خبر دار شد که در دریایی که در آن نزدیکی بود زیر دریایی‌ای به گل نشسته مربوط به دوران جنگ جهانی دوم وجود دارد که درونش دارویی به نام میراکورو (معجزه به زبان ژاپنی) است که می‌تواند هر بیماری را درمان و از فرد ابر سرباز بسازد. آن‌ها به صورت مخفیانه به آن زیر دریایی نفوذ کردند و آن دارو را پیدا و به ویلسون تزریق کردند. آن‌ها که از عوارض جانبی میراکورو (دارو) خبر نداشتند فکر کردند که مرده. او داد می‌زد و بعد از چند ثانیه بیهوش شد و از چشمانش خون جاری شد. سپس بیرون رفتند و دیدند افراد دشمن دور تا دور آن‌ها را محاصره کردند و شدو (معشوقهٔ ویلسون) کشته شد. بعد از مدت‌ها ویلسون به هوش آمد و جنازهٔ شدو را دید و فکر کرد که تقصیر الیور است و به جنگ با او پرداخت. الیور تیری در چشم چپ او فروکرد و او بیهوش شد. بعد از مدت‌ها او الیور را پیدا می‌کند و با نام دث‌استروک با او می‌جنگد. او گروهی مشابه به خود را درست کرد که یکی از آن‌ها معشوقهٔ خواهر الیور بود. آن‌ها به کمک استار لبز (آزمایشگاه استار) درمانی پیدا کردند و به این افراد تزریق کردند. اما از آنجا که ویلسون زرهی سخت و مقاوم داشت نمی‌توانستند به او تزریق کنند. در آخر الیور به سختی او را شکست داد و به درون زندانی مخفی واقع در جزیره انداخت.
وی در قسمت ۱۴ فصل سوم با نیرنگ مالکوم مرلین آزاد می‌شود ولی الیور و تیا (خواهر الیور) به سختی او را شکست داده و دوباره به زندان برمی‌گردانند.
در قسمت ۸ فصل پنجم سریال کماندار، اسلید به صورت توهمی از سوی دامینیتورها در رویاهای ابرقهرمانان ظاهر می‌شود که به ترتیب توسط سارا لنس و الیور کشته می‌شود.
در قسمت آخر فصل پنجم سریال نیز الیور که در مبارزه با آدریان چیس و نجات پسرش درمانده مانده‌است برای کمک به سراغ اسلید می‌آید و متوجه می‌شود اثر داروی میراکورو از بین رفته‌است. الیور اطلاعاتی از پسر اسلید به وی می‌دهد و از وی برای نجات پسرش کمک می‌خواهد. اسلید به وی کمک می‌کند و بعد از جزیره نجات پیدا می‌کند
در فصل ششم اسلید سخت به دنبال یافتن پسرش است و از الیور برای اینکار کمک می‌طلبد ولی متوجه می‌شود پسرش باند تبهکاری مخصوص خود را تشکیل داده و سرکشی می‌کند. سرانجام اسلید در نامه‌ای به الیور می‌گوید که می‌خواهد تلاش کند هر دو پسرش را پیدا کند.
پسران اسلید نیز از فصل ۶ تا ۸ سریال حضور یافتند.
مانو بنت در مجموعه تلویزیونی کماندار در نقش دث‌استروک ظاهر شد.

### در دنیای سینمایی دی‌سی
در اوت ۲۰۱۶ بن افلک ویدیویی از نمایش آزمایشی این شخصیت با بازی جو منگنیلو منتشر کرد. زمزمه‌هایی مبنی بر حضور وی در فیلم بتمن به عنوان شخصیت منفی به گوش می‌رسید تا اینکه اعلام شد قرار است فیلمی اختصاصی از این شخصیت ساخته شود.
سرانجام دث‌استروک در صحنه پس از تیتراژ فیلم لیگ عدالت به همراه لکس لوتر حضور یافت.